# James Worthy
James Ager Worthy (* 27. Februar 1961 in Gastonia, North Carolina) ist ein ehemaliger US-amerikanischer Basketballspieler, der von 1982 bis 1994 in der NBA für die Los Angeles Lakers aktiv war.
Der 2,06 Meter große Worthy spielte auf der Position des Small Forwards und zählte neben Kareem Abdul-Jabbar und Magic Johnson zu den wichtigsten Spielern der sogenannten „Showtime Lakers“ der 1980er Jahre.

## Laufbahn
Er war einer der großen Collegestars der 80er Jahre und gewann mit den North Carolina Tar Heels 1982 die NCAA Division I Basketball Championship. Im Jahr darauf und nach seinem ersten Profijahr wurde Worthy in das NBA All-Rookie Team berufen.
Er gewann drei NBA-Meisterschaften mit den Lakers und wurde 1988 als NBA Finals MVP ausgezeichnet. Von 1986 bis 1992 wurde er sieben Jahre in Folge zum All-Star gewählt.
2003 wurde er in die Naismith Memorial Basketball Hall of Fame aufgenommen. Seit 2015 arbeitet Worthy bei den Lakers als Assistenztrainer für Spielerentwicklung.

## Trivia
James Worthy, der ein großer Fan von Star Trek ist, hatte 1993 die Möglichkeit, in Raumschiff Enterprise: Das nächste Jahrhundert den Klingonen Koral (Staffel 7 – Episode 5 – Der Schachzug, Teil II) zu verkörpern.